# Aspach (Horní Rakousy)
Aspach je městys v rakouské spolkové zemi Horní Rakousy, v okrese Braunau.
V roce 2012 zde žilo 2 406 obyvatel.